# Vilmos Aba-Novák
Vilmos Aba-Novák (15. března 1894, Budapešť – 29. září 1941, Budapešť) byl maďarský malíř a grafik.
V roce 1937 získal ocenění na Benátském bienále. Maloval obrazy a fresky charakteristické monumentálními kompozicemi a agresivními barvami.